# Comblot
Comblot (kɔ̃.blɔⓘ) es una población y comuna francesa, situada en la región de Baja Normandía, departamento de Orne, en el distrito de Mortagne-au-Perche y cantón de Mortagne-au-Perche.

## Demografía
| 104 | 100 | 78 | 77 | 65 | 68 |
| Para los censos de 1962 a 1999 la población legal corresponde a la población sin duplicidades (Fuente: INSEE [Consultar]) |     |    |    |    |    |